# New Haven (Connecticut)
New Haven is een stad in de Amerikaanse staat Connecticut, in New Haven County. Wat grootte aangaat, is het met 124.791 inwoners de derde stad van deze staat. De oppervlakte bedraagt 52,6 km².
In New Haven bevindt zich de bekende Yale-universiteit. Waarschijnlijk werd in 1900 in de lunchroom Louis' Lunch de eerste hamburger ooit geserveerd.

## Stedenband
- Afula (Israël)

## Plaatsen in de nabije omgeving
De onderstaande figuur toont nabijgelegen 'incorporated' en 'census-designated' plaatsen in een straal van 16 km rond New Haven.

## Bekende inwoners van New Haven

### Geboren
- Jared Ingersoll (1749–1822), politicus
- Charles Goodyear (1800-1860), uitvinder
- Josiah Willard Gibbs (1839-1903), natuurkundige
- Robert Moses (1888–1981), stadsplanoloog
- Quincy Porter (1897–1966), componist, violist en muziekpedagoog
- Alfred Newman (1901-1970), filmmuziekcomponist en dirigent
- George Murphy (1902–1992), acteur, danser en senator
- Glenna Collett (1903–1989), golfster
- Dr. Spock (1903-1998), kinderarts en schrijver van het boek Baby and Child Care
- Jennison Heaton (1904–1971), bobsleeër en skeletonracer
- Philip Kapleau (1912–2004), leraar van het zenboeddhisme
- Jack Arnold (1916–1992), regisseur
- Les Elgart (1917–1995), trompettist
- Buddy Morrow (1919–2010), trombonist en bandleider
- Roberts Blossom (1924-2011), acteur en dichter
- Wesley A. Clark (1927–2016), computerontwikkelaar
- Gene Cipriano (1928-2022), jazzmuzikant en studiomuzikant
- Sy Johnson (1930-2022), jazzpianist en arrangeur
- Dominic Frontiere (1931–2017), componist, arrangeur en muzikant
- George Akerlof (1940), econoom en Nobelprijswinnaar (2001)
- George DiCenzo (1940-2010), acteur, filmproducent en filmregisseur
- Steve Wynn (1942), casino- en resortontwikkelaar
- Vinton Cerf (1943), internetontwerper en zakenman
- Tony Amendola (1944), acteur
- George W. Bush (1946), 43e president van de Verenigde Staten (2001-2009), gouverneur van Texas (1995-2000) en zakenman
- Richard Carpenter (1946), muzikant van The Carpenters
- Jill Eikenberry (1947), actrice
- Karen Carpenter (1950-1983), zangeres van The Carpenters
- Lewis Libby (1950), advocaat
- Michael Bolton (1953), acteur, schrijver en zanger
- Michael G. Moye (1954), scenarioschrijver en televisieproducent
- Lawrence Summers (1954), econoom, hoogleraar en politicus
- John Bedford Lloyd (1956), acteur
- Rohn Lawrence (1960-2021), gitarist
- Craig Mello (1960), geneticus en Nobelprijswinnaar (2006)
- Marcus Giamatti (1961), acteur
- Titus Welliver (1961), acteur
- Kenny Johnson (1963), acteur
- Chris Bruno (1966), acteur, filmproducent en filmregisseur
- Paul Giamatti (1967), acteur
- Liz Phair (1967), singer-songwriter, gitariste en actrice
- Daniel Cosgrove (1970), acteur
- Nolan North (1970), stemacteur en acteur
- Stephen Salters (1970), bariton
- Thomas Sadoski (1976), acteur
- Lauren Ambrose (1978), actrice
- Becki Newton (1978), actrice
- Adam LaVorgna (1981), acteur
- Billy Lush (1981), acteur
- Madeline Zima (1985), actrice
- Alex Deibold (1986), snowboarder
- Mac Bohonnon (1995), freestyleskiër
- Kiley McKinnon (1995), freestyleskiester

### Overleden
- James Dwight Dana (1813-1895), geoloog, mineraloog en zoöloog
- Max Theiler (1899-1972), Zuid-Afrikaans-Amerikaans viroloog
- Beatrice Tinsley (1941-1981), Nieuw-Zeelands astronome en kosmoloog
- Cesar Pelli (1926-2019), Argentijns architect